# جهانگیر خان
جهانگیر خان (انگلیسی: Jehangir Khan) مدیر نیروی اجرایی ضد تروریسم سازمان ملل (CTITF) و مدیر مرکز ضد تروریسم سازمان ملل(UNCCT) در بخش سیاست خارجی در دبیرخانه سازمان ملل متحد می‌باشد.

## زندگی و تحصیلات
اصلیت دکتر چنگیز خان پاکستانی است. وی از دانشگاه لندن فارغ‌التحصیل شده‌است و دارای مدرک دکترای حقوق بین‌الملل از دانشکده حقوق دیپلماسی در دانشکده حقوق هاروارد است.

## سمت‌ها
براساس معرفی نامه‌ای که در ژوئیه ۲۰۱۷ روی سایت سازمان ملل گذاشته شده‌است دکتر جهانگیر خان در ۳۰ سال گذشته پست‌های زیادی داشته‌است. در بخش‌های مختلف سازمان ملل در هر دو پست نماینده سازمان ملل (بمدت ۹ سال) و همچنین به عنوان یک مقام رسمی دبیرخانه سازمان ملل (برای بیش از ۲۱ سال) خدمت کرده‌است. قبلاً او به عنوان سرپرست و معاون مدیر سیاست خارجی (DPA) بخش خاورمیانه و غرب آسیا (MEWAD) خدمت می‌کرد. قبل از آن مدیر بخش اقیانوس آرام (APD) بود.
جهانگیر خان همچنین به عنوان مدیر سیاست خارجی (DPA) تیم عراق و رئیس گروه عملیاتی سازمان ملل در عراق (IOG) برای ۵ سال از ابتدای شروع جنگ در سال ۲۰۰۳ خدمت می‌کرد. وی کارهای شش نماینده ویژه سازمان ملل را به‌طور متوالی و همچنین مأموریت‌های همکاری سازمان ملل (UNAMI) را پشتیبانی می‌کرد. قبل از آن به عنوان معاون رئیس سیاست‌گذاری در بخش سیاست خارجی بود.
قبل از پیوستن به سازمان ملل در سال ۱۹۹۲ دکتر جهانگیر خان به عنوان رئیس کابینه رئیس مجمع عمومی سازمان ملل کار می‌کرد. قبل از آن نیز به عنوان مشاور سیاسی سفیر عربستان در سازمان ملل بود.